# Raphael Ankawa
Raphael Ben Mordechai Ankawa (Salé, 1848 - aldaar, 1935), soms gespeld als Ankavah of Encouau, was de opperrabbijn van Marokko.

## Biografie
Ankawa werd geboren in 1848 in Salé. De joden in Noord-Afrika leerden hem daar kennen als "Malach Raphael". In 1880 werd hij president van de Beet Dien in Salé en richtte hij een Jesjiva op. Ankawa werd in 1918 verkozen tot de eerste president van de hogere rabijnse rechtbank van Rabat.
Ankawa publiceerde verschillende werken over jurispundentie, waaronder Karne Reem, Hadad Vetema, Paamone Zahav en Paamon Ve-Rimon. Sommige van deze werken worden nog steeds als gezaghebbend beschouwd.

## Begrafenis
Ankawa werd begraven op 3 augustus 1935. Zijn graf werd een Joods pelgrimsbestemming. Zijn boeken worden nog steeds gebruikt als bronnen voor hedendaagse Joodse juridische werken.
- International Standard Name Identifier: 0000 0000 6695 6372
- Library of Congress Control Number: n93024968
- Nationale Bibliotheek van Israël: 987007305840905171
- Virtual International Authority File: 6602718
- WorldCat: E39PBJd3KvRhFhXjHyPQhhy68C